# ポトネ
ポトネ(Potone)は、アリストンとペリクティオネの間の娘で、プラトンの姉である。アテナイ郊外のコリトスで生まれた。ミルリヌスのユーリメドンと結婚し、哲学者、数学者のスペウシッポスを生んだ。
ロジャー・スクルートンの書いたプラトン対話の偽書Perictione in Colophonでは、ポトネの娘のペリクティオンを紹介している。